# Fight for the Fallen 2019
FIght for the Fallen (2019) was een professioneel worstel-pay-per-view (PPV) evenement dat georganiseerd werd door All Elite Wrestling (AEW). Het was de eerste editie van Fight for the Fallen en vond plaats op 13 juli 2019 in Daily's Place in Jacksonville, Florida. Dit was een liefdadigheidsevenement. De inkomsten van het evenement werd gedoneerd aan slachtoffers van wapengeweld.

## Matches
| Nr. | Match | Winnaar(s)                        | Opmerkingen | Bron  |
| --- | --- | --------------------------------- | --- | ----- |
| 1P  | Sonny Kiss vs. Peter Avalon (met Leva Bates)                                                                                              | Sonny Kiss                        | Een-op-een match. | [ 3 ] |
| 2P  | Bea Priestley & Shoko Nakajima vs. Dr. Britt Baker, D.M.D. and Riho                                                                       | Bea Priestley & Shoko Nakajima    | Tag team match. | [ 3 ] |
| 3   | MJF, Sammy Guevara & Shawn Spears vs. Darby Allin, Jimmy Havoc & Joey Janela                                                              | MJF, Sammy Guevara & Shawn Spears | 6-man tag team match | [ 3 ] |
| 5   | The Dark Order (Evil Uno & Stu Grayson) vs. Angélico & Jack Evans vs. A Boy and His Dinosaur (Jungle Boy & Luchasaurus) (met Marko Stunt) | The Dark Order                    | 3-way tag team match Om door te gaan naar All Out voor een kans in dye in de eerste ronde in het AEW World Tag Team Championship toernooi. | [ 3 ] |
| 6   | Adam Page vs. Kip Sabian | Adam Page                         | Een-op-een match. | [ 3 ] |
| 7   | Lucha Brothers (Pentagón Jr. and Rey Fénix) vs. SoCal Uncensored (Frankie Kazarian & Scorpio Sky) (met Christopher Daniels)               | Lucha Brothers                    | Tag team match. | [ 3 ] |
| 8   | Kenny Omega vs. Cima | Kenny Omega                       | Een-op-een match. | [ 3 ] |
| 9   | The Young Bucks (Matt & Nick Jackson) vs. The Brotherhood (Cody & Dustin Rhodes)                                                          | The Young Bucks                   | Tag team match. | [ 3 ] |